# Alto Porã (Pedregulho)
Alto Porã é um distrito do município brasileiro de Pedregulho, que integra a Aglomeração Urbana de Franca, no interior do estado de São Paulo.

## História

### Formação administrativa
- Distrito criado pela Lei n° 233 de 24/12/1948, com o povoado de Alto da Serra mais terras dos distritos de Igaçaba e Pedregulho (sede)[3][4].

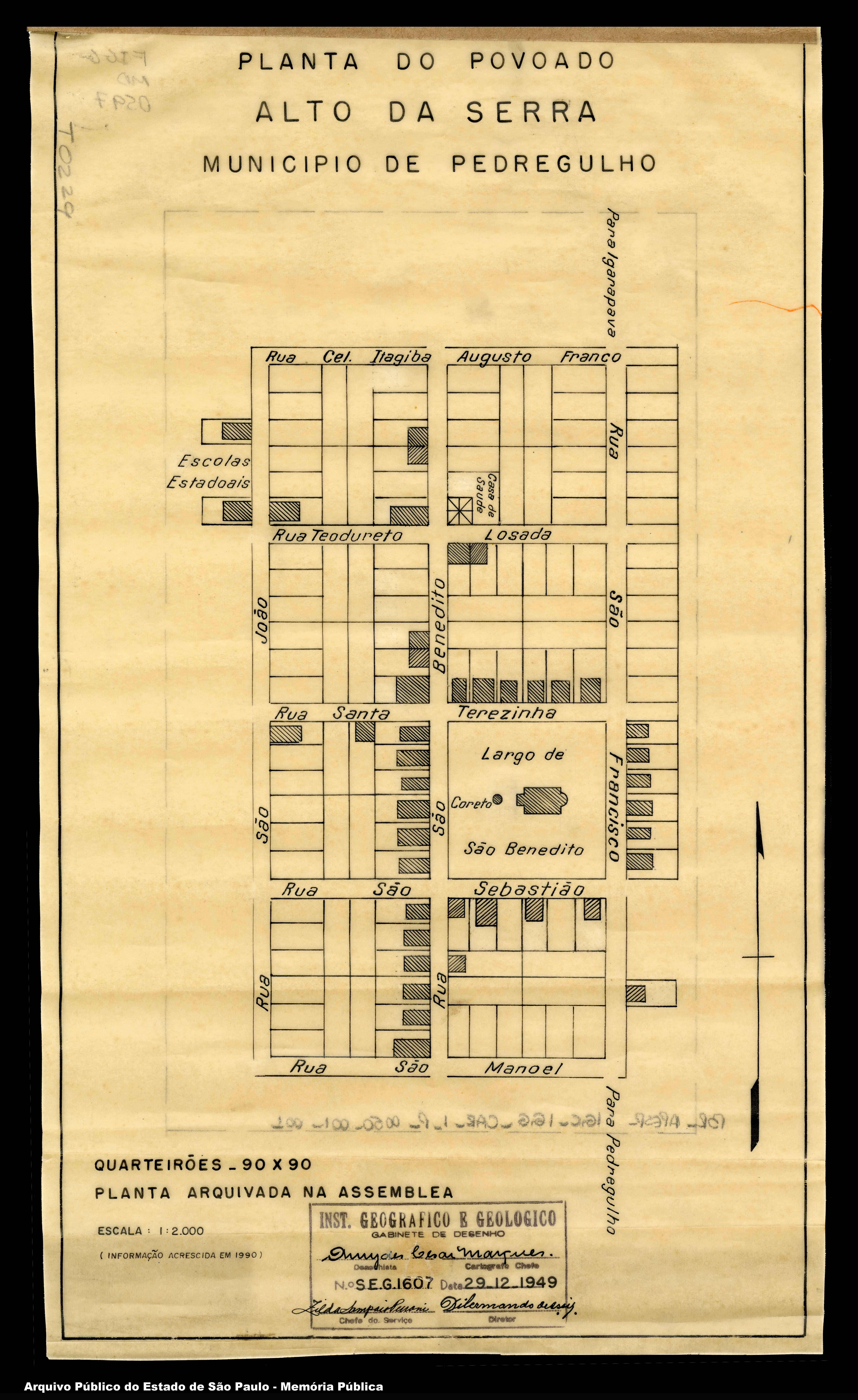
Planta da área urbana original.

## Geografia

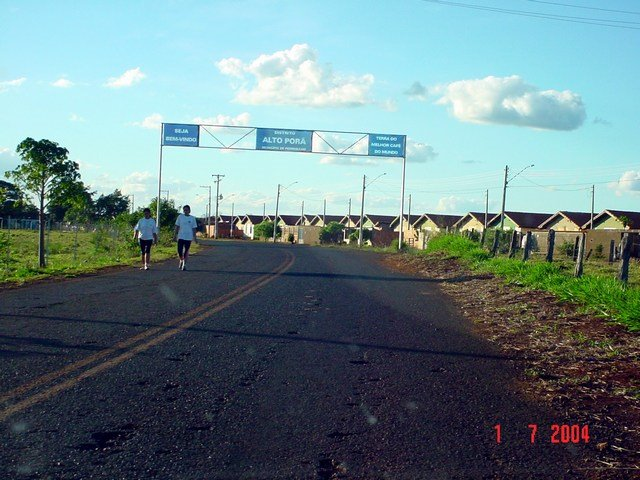
Entrada do distrito.

### Demografia

#### População urbana
| Crescimento população urbana | Crescimento população urbana | Crescimento população urbana | Crescimento população urbana |
| Censo                        | Pop.                         |                              | %±                           |
| ---------------------------- | ---------------------------- | ---------------------------- | ---------------------------- |
| 1950                         | 164                          |                              | —                            |
| 1960                         | 192                          |                              | 17,1%                        |
| 1970                         | 208                          |                              | 8,3%                         |
| 1980                         | 232                          |                              | 11,5%                        |
| 1991                         | 364                          |                              | 56,9%                        |
| 2000                         | 397                          |                              | 9,1%                         |
| 2010                         | 406                          |                              | 2,3%                         |
| Fonte: IBGE e Fundação SEADE |                              |                              |                              |

#### População total
Pelo Censo 2010 (IBGE) a população total do distrito era de 491 habitantes.

### Área territorial
A área territorial do distrito é de 34,622 km².

### Rodovias
O acesso principal para o distrito fica no km 457 da Rodovia Cândido Portinari (SP-334).

## Serviços públicos

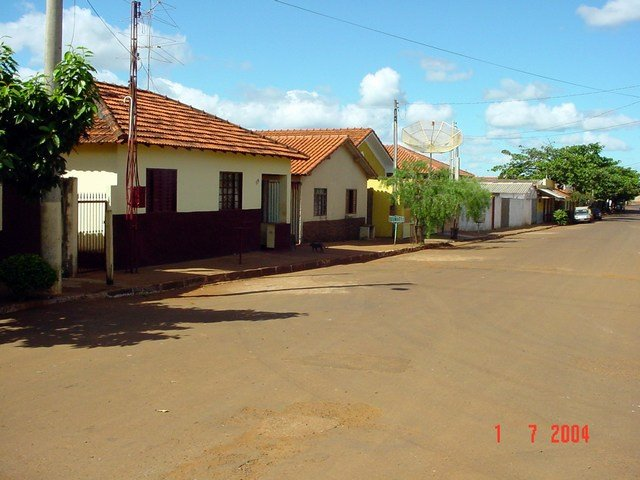
Aspecto local.

### Registro civil
Atualmente é feito na sede do município, pois o Cartório de Registro Civil das Pessoas Naturais do distrito foi extinto pelo  Tribunal de Justiça do Estado de São Paulo, e seu acervo foi recolhido ao cartório do distrito sede.

### Saneamento
O serviço de abastecimento de água é feito pela Companhia de Saneamento Básico do Estado de São Paulo (SABESP).

### Energia
A responsável pelo abastecimento de energia elétrica é a CPFL Paulista, distribuidora do Grupo CPFL Energia.

### Telecomunicações
O distrito era atendido pela Telecomunicações de São Paulo (TELESP), que construiu a central telefônica utilizada até os dias atuais para atender o distrito e também Igaçaba. Em 1998 esta empresa foi vendida para a Telefônica, que em 2012 adotou a marca Vivo para suas operações.

## Religião
O Cristianismo se faz presente no distrito da seguinte forma:

### Igreja Católica
- A igreja faz parte da Diocese de Franca[17].

### Igrejas Evangélicas
- Congregação Cristã no Brasil[18].